# ماکن ۹۳۸۰
سیارک ۹۳۸۰ (به انگلیسی: 9380 Macon، نامگذاری:1993QZ5) نه هزار و سیصد و هشتادمین سیارک کشف شده‌است که در ۱۷ اوت ۱۹۹۳ کشف شد.
قدر مطلق سیارک برابر ۱۳٫۶۰ است.